# Szegő Gábor
Szegő Gábor (Kunhegyes, 1895. január 20. – Palo Alto, 1985. augusztus 7.) magyar matematikus, egyetemi tanár.

## Élete
Apja Szegő Adolf, édesanyja Neumann Hermina volt. Elemi iskolai tanulmányait szülővárosában végezte. Szolnokon a a Magyar Királyi Állami Gimnáziumban (ma Verseghy Ferenc nevét viseli) érettségizett kitűnő eredménnyel. 1912-ben megnyerte a "Mathematikai és Physikai Társulat" tanulmányi versenyét. Rendszeres megoldója volt továbbá a KöMaL-nak. Ugyanebben az évben érettségizett, és iratkozott be a Pázmány Péter Tudományegyetemre, hol matematikát és fizikát hallgatott. Ebben az időben lett az Eötvös Kollégium lakója is. Az egyetemen Bauer Mihály, Eötvös Loránd, Kürschák József, Fejér Lipót és Beke Manó is tanította. Tagja volt a nemzetközi hírű Fejér-iskolának (Csillag Pál, Egerváry Jenő, Erdős Pál, Fekete Mihály, Kalmár László , Lukács Ferenc, Pólya György, Riesz Marcell, Szász Ottó, Szidon Simon, Turán Pál és Szegő). 1913 nyarán a berlini egyetem, 1914 nyarán pedig a göttingen egyetem hallgatója volt. Harcolt az első világháborúban (1915-től 1918-ig). 1918-ban még katonaként szerezte meg doktorátusát Bécsben. 1919-ben vette el Neményi Erzsébet Anna vegyészt, akitől két gyermeke született: Péter (1925) és Veronika (1929). A következő két évben Kürschák mellett volt a Műegyetemen tanársegéd. 1921-ben a Berlini Egyetem magántanára lett, 1926-ban pedig Königsbergbe nevezték ki egyetemi tanárnak. Időközben 1924-ben megkapta a Kőnig Gyuláról elnevezett díjat. A következő évben jelent meg barátjával és egyben kollégájával, Pólya Györggyel közösen írt kétkötetes műve: "Problémák és tételek az analízis köréből". Hitler hatalomátvétele után, 1934-ben zsidó származása miatt távoznia kellett Németországból. J. D. Tamarkin és Pólya György segítségének köszönhetően az USA-ban, a St. Louis Washington Egyetemen kapott fizetés nélküli állást. Így csak közadakozásokból, illetve alapítványokból származó pénzből tudott megélni. Stanfordban 1938-ban tanszéket kapott, ahol 1953-ig dolgozott. 1960-ban ment nyugdíjba. Ezután különböző matematikai konferenciákat látogatott. 1969-ben előadást tartott Budapesten korábbi tanárárának, Fejér Lipótnak munkásságáról. Parkinson-kórban szenvedett. 
141 tudományos dolgozatot, illetve 7 könyvet publikált. Az ortogonális polinomokról írt munkájával ő teremtette meg a konstruktív függvénytan alapjait.

## Emlékezete
Emlékére hozták létre a Szegő Gábor matematikaversenyt, melyet volt iskolája, a mai Verseghy Ferenc Gimnázium rendez meg. Kunhegyesen 1995. augusztusa óta szobra van, amely Győrfi Lajos alkotása. 
2013. szeptember 1-től Szolnok egyik legrégebbi általános iskolája (a régi Koltói, azután Belvárosi) viseli nevét (Az intézmény hivatalos neve: Szegő Gábor Általános Iskola).

## Fő művei
- Beiträge zur Theorie der Toeplitzschen Formen (Berlin, 1920)
- Aufgaben und Lehrsätze aus der Analysis (Pólya Györggyel, Berlin, 1925, magyarul Budapest, 1980)
- Orthogonal polynomials (New York, 1939)
- Isoperimetric inequalities in mathematical physics (Pólya Györggyel, Princeton, 1951)
- Collected Papers (I-II-III. kötet, Birkhäuser, 1982)